# Alcantarea
Alcantarea je rod biljaka iz porodice tamjanikovki (Bromeliaceae) smještena u tribus Vrieseeae, dio potporodice Tillandsioideae. pripada mu 47 priznatih vrsta koje rastu po istočnom Brazilu

## Vrste
1. Alcantarea abacta Versieux
2. Alcantarea acuminatifolia Leme
3. Alcantarea alegrensis D.R.Couto & Leme
4. Alcantarea aurantiaca Versieux
5. Alcantarea australiana Versieux & Smythe
6. Alcantarea benzingii Leme
7. Alcantarea brasiliana (L.B.Sm.) J.R.Grant
8. Alcantarea burle-marxii (Leme) J.R.Grant
9. Alcantarea cerosa Leme, A.P.Fontana & O.B.C.Ribeiro
10. Alcantarea chimaera Versieux
11. Alcantarea compacta Leme & O.B.C.Ribeiro
12. Alcantarea delicata Versieux & Nahoum
13. Alcantarea distractila Leme & C.C.Paula
14. Alcantarea duarteana (L.B.Sm.) J.R.Grant
15. Alcantarea extensa (L.B.Sm.) J.R.Grant
16. Alcantarea farneyi (Martinelli & And.Costa) J.R.Grant
17. Alcantarea forzzae Versieux
18. Alcantarea galactea Coser & Versieux
19. Alcantarea geniculata (Wawra) J.R.Grant
20. Alcantarea glaucifolia Leme & L.Kollmann
21. Alcantarea glaziouana (Lem.) Leme
22. Alcantarea heloisae J.R.Grant
23. Alcantarea imperialis (Carrière) Harms
24. Alcantarea intermedia Versieux & Nahoum
25. Alcantarea lanceopetala Leme
26. Alcantarea lexeri Versieux
27. Alcantarea longibracteata Leme & Fraga
28. Alcantarea martinellii Versieux & Wand.
29. Alcantarea mucilaginosa Leme
30. Alcantarea nahoumii (Leme) J.R.Grant
31. Alcantarea nana Leme
32. Alcantarea nevaresii Leme
33. Alcantarea nigripetala Leme & L.Kollmann
34. Alcantarea occulta Leme
35. Alcantarea odorata (Leme) J.R.Grant
36. Alcantarea pataxoana Versieux
37. Alcantarea patriae Versieux & Wand.
38. Alcantarea recurvifolia Leme
39. Alcantarea regina (Vell.) Harms
40. Alcantarea roberto-kautskyi Leme
41. Alcantarea simplicisticha Leme & A.P.Fontana
42. Alcantarea tortuosa Versieux & Wand.
43. Alcantarea trepida Versieux & Wand.
44. Alcantarea turgida Versieux & Wand.
45. Alcantarea vandenbergii Versieux
46. Alcantarea vasconcelosiana Leme
47. Alcantarea vinicolor (E.Pereira & Reitz) J.R.Grant